# Hermann von Hessen (1450–1508)

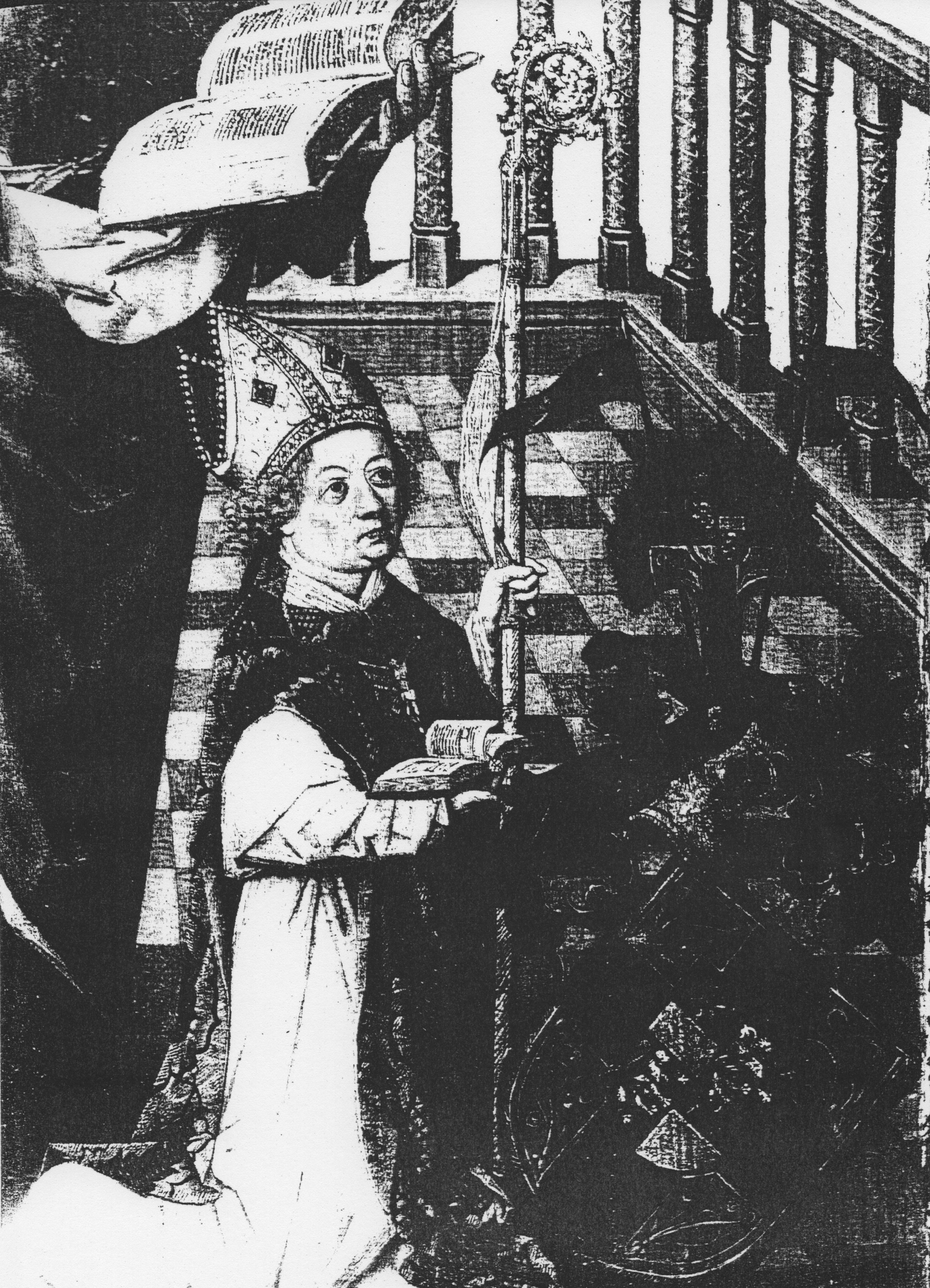
Erzbischof Hermann IV. von Köln auf einem Tafelbild des Kölner Meisters des Marienlebens, bald nach 1500.

Hermann von Hessen, genannt „der Friedsame“ (pacificus; * um 1450; † 19. Oktober 1508 in Poppelsdorf (heute Stadtteil von Bonn)) war von 1480 bis 1508 als Hermann IV. Kurfürst und Erzbischof von Köln, ab 1498 als Hermann I. auch Fürstbischof von Paderborn.

## Leben

### Herkunft und frühe Jahre

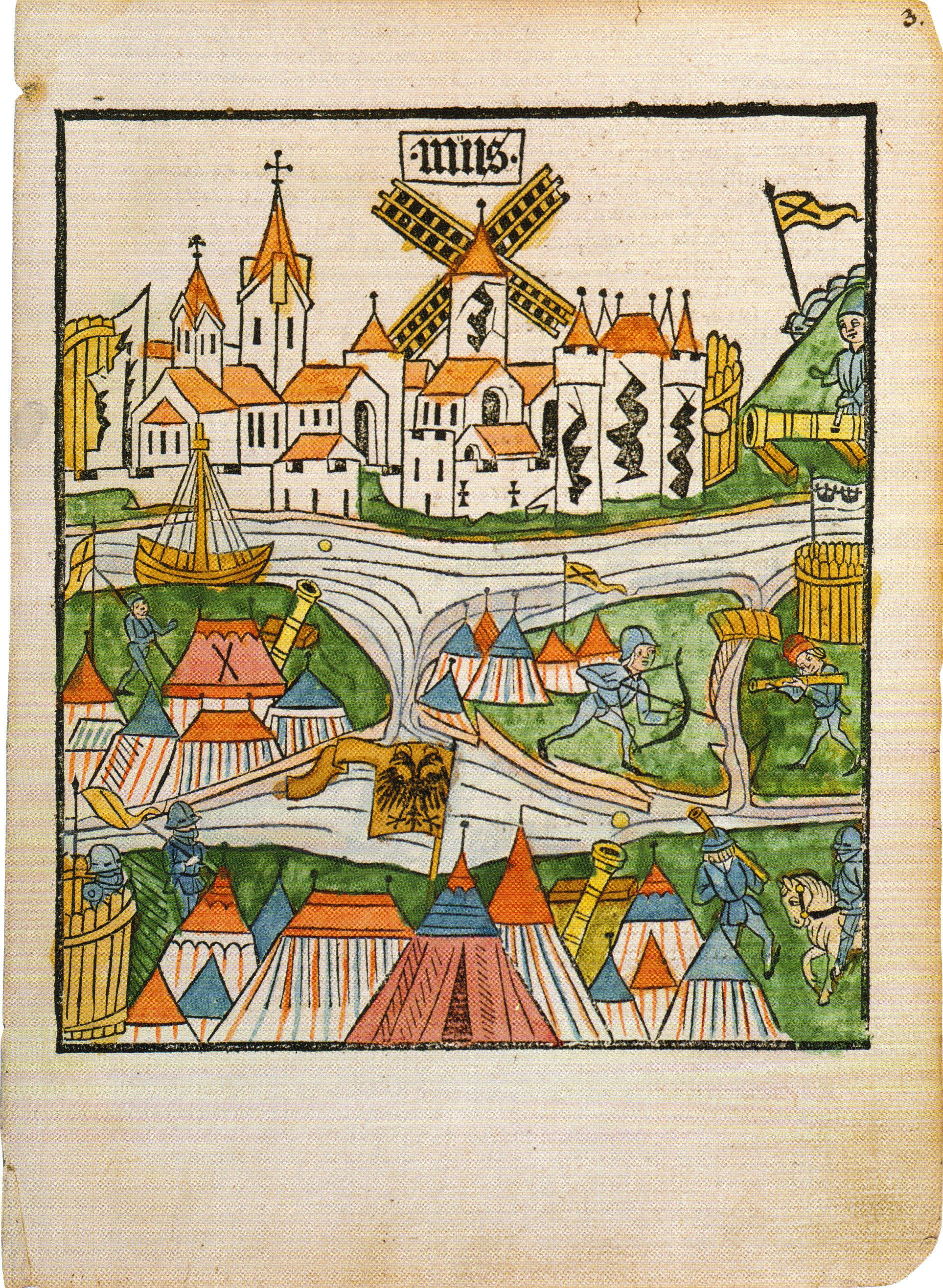
Die Belagerung von Neuss 1474–1475. Abbildung aus der „Geschichte Peter Hagenbachs und der Burgunderkriege“, gedruckt 1477

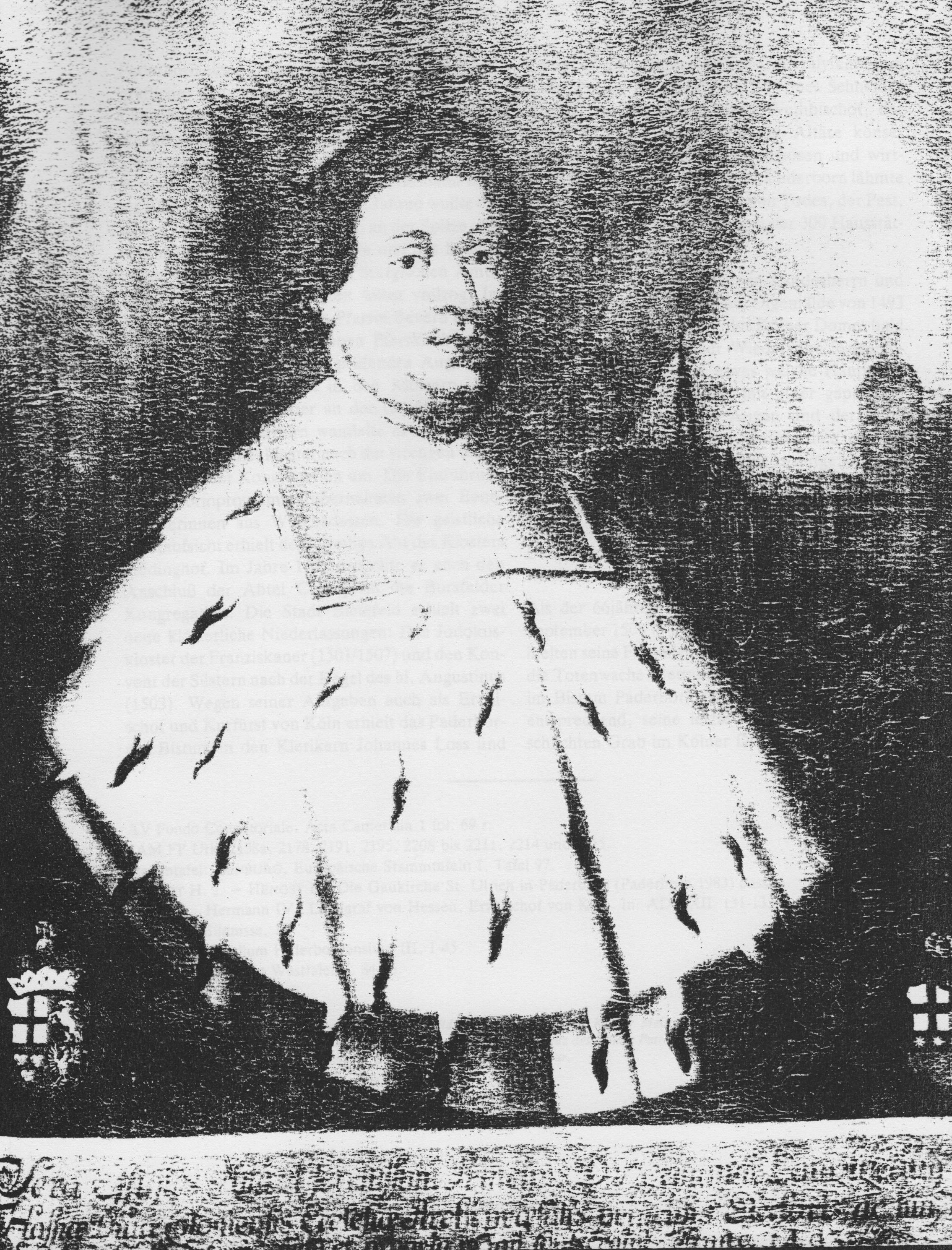
Erzbischof Hermann von Köln, Porträt nach einem Gemälde aus dem 17. Jahrhundert

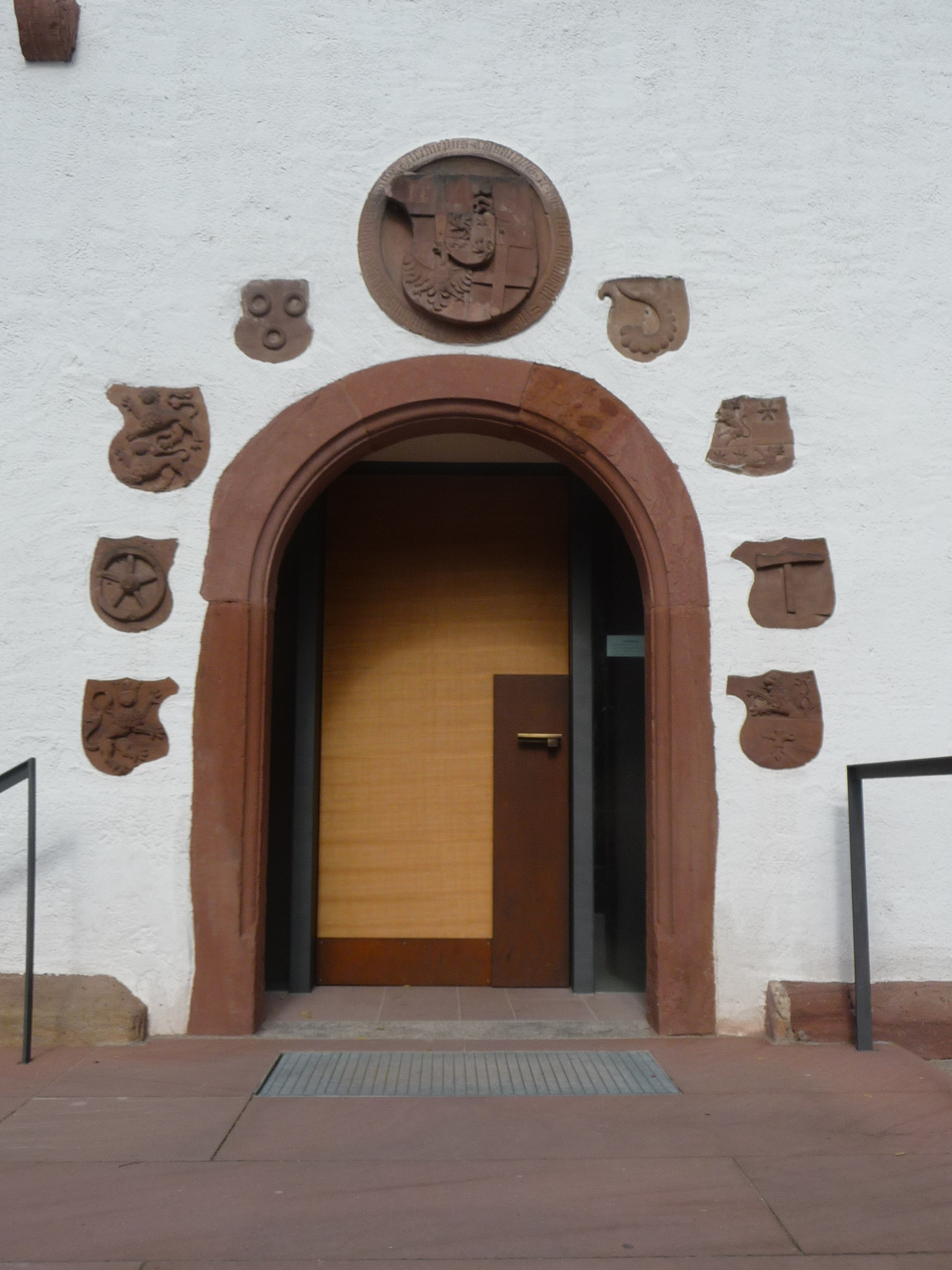
Eingang zur Abteikirche Neuburg, Heidelberg. Oben der als Spolie eingemauerte Wormser Wappenschlussstein des Erzbischofs

Hermann war der dritte Sohn des Landgrafen Ludwig I. von Hessen, des Friedsamen, und dessen Ehefrau Anna von Sachsen, einer Tochter des Kurfürsten Friedrich I. von Sachsen. Als nachgeborener Sohn, der für die direkte Erbfolge nur ersatzweise in Frage kam, wurde er bereits sehr früh für eine geistliche Laufbahn ausersehen und erhielt schon in jungen Jahren eine, seiner Herkunft angemessene, beachtliche Zahl von Pfründen: die Propsteien am Marienmünster zu Aachen und am Petersstift zu Fritzlar, das Dechantenamt an St. Gereon in Köln und Kanonikate an den Domen von Mainz und Köln. 1461 wurde er in das Kölner Domkapitel gewählt. 1463 war er auch Domkapitular in Mainz. Zum Domscholaster von Worms wurde er 1465 gewählt.
Er ließ sich 1462 in die Matrikel der Universität zu Köln eintragen. Auch an der Karls-Universität Prag war er als Student eingeschrieben. Als junger Mann wurde Hermann von Hessen Vater von zwei Söhnen, von denen einer noch zu seinen Lebzeiten Stiftsdechant an St. Maria ad Gradus in Köln wurde.
1471 stellte er sich zur Hildesheimer Bischofswahl, zog sich aber 1472 auf Grund von Schwierigkeiten bei der päpstlichen Anerkennung zurück. 1473 wurde er vom Kölner Domkapitel zum Administrator und wenig später auch zum Stiftsverweser gewählt.

### Die Verteidigung der Stadt Neuss 1474/75
In seiner Funktion als Administrator des Erzbistums Köln organisierte er 1474 im Rahmen der Kölner Stiftsfehde persönlich und erfolgreich die Verteidigung von Neuss während der fast einjährigen Belagerung durch Karl den Kühnen, Herzog von Burgund. Kaiser Friedrich III. ernannte ihn im November 1475 zum Stiftsgubernator.

### Erzbischof von Köln
Nachdem der Kölner Erzbischof Ruprecht von der Pfalz mit hessischer und Stadtkölner Hilfe 1478 gefangen gesetzt worden war, verzichtete er auf den Kölner Erzstuhl. Hermann wurde jedoch erst nach Ruprechts Tod am 11. August 1480 zum neuen Erzbischof von Köln gewählt. Die päpstliche Bestätigung der Wahl folgte im November 1480. Die Regalien erhielt er jedoch erst im November 1485.
Nach den turbulenten Jahren der Behauptung widmete sich Hermann nun der administrativen und finanziellen Wiederherstellung seiner Erzdiözese. Die Ruhe und Stabilität in seinen 28 Regierungsjahren brachten ihm auch seinen Beinamen „der Friedsame“ ein.

### Fürstbischof von Paderborn
Im Jahr 1495 wurde er Koadjutor des Hochstifts Paderborn. Am 7. März 1498 wurde er auch Fürstbischof von Paderborn und setzte sich damit gegen den Straßburger Dompropst Philipp von Kleve durch. Für Philip war dessen Bruder, Herzog Johann II. von Kleve eingetreten, aber er konnte sich letztlich nicht durchsetzen. Diesmal erhielt Hermann die Unterstützung des römisch-deutschen Königs und späteren Kaisers Maximilian I. und des Papsts Alexander VI.
Dank des 1495 von Maximilian I. eingerichteten Reichskammergerichts als übergeordneter Schlichtungsinstanz blieben dem Paderborner Land in der Amtszeit Hermanns von Hessen größere kriegerische Wirren erspart. Hermann hielt am 1. Oktober 1500 in Paderborn einen großen Lehenstag ab, bei dem 40 gräfliche und freiherrliche Vasallen ihrem Landesherrn huldigten. Es gelang Hermann auch, seine landesherrlichen Rechte in Helmarshausen, in Marsberg und in Delbrück wiederherzustellen.
Im Hochstift Paderborn nahm er insbesondere seine Funktion als geistlicher Oberhirte ernst und intensivierte die Aufsicht über die Klöster. Er las regelmäßig die heilige Messe, betete das Brevier und vollzog die bischöflichen liturgischen Amtshandlungen nach Möglichkeit selbst, was für diese Zeit keineswegs selbstverständlich war. 1501 errichtete Hermann die Pfarrei Bevern östlich der Weser und konsekrierte die dortige Kirche im Jahre 1506 selbst. Das Zisterzienserinnenkloster an der Gaukirche zum Hl. Ulrich in Paderborn wandelte er 1506 in ein Benediktinerinnenkloster nach der strengen Regel der Bursfelder Kongregation um. Zwei Benediktinerinnen aus Willebadessen wurden mit der Umsetzung des Reformprogramms betraut, und die geistliche Oberaufsicht lag beim Abt des Klosters Abdinghof. Auch die Abtei Corvey war bereits 1501 an die Bursfelder Kongregation angeschlossen worden. Bielefeld erhielt in der Zeit Hermanns von Hessen zwei neue klösterliche Niederlassungen: Das Jodokuskloster der Franziskaner entstand zwischen 1501 und 1507, und der Konvent der Süstern (Augustinerinnen nach der Regel des heiligen Augustinus) wurde 1503 errichtet.
Bei seiner Arbeit wurde Hermann durch die Kleriker Johannes Loss und Konrad Wippermann als ständige Generalvikare unterstützt. Johannes Schneider (Sartor) aus Dortmund wirkte unter Hermann im Hochstift Paderborn als Weihbischof. Weihbischof Schneider konsekrierte unter anderem 1502 in Kirchborchen die Altäre.
Der Ausbruch der Pest in Paderborn 1503 und ein großer Stadtbrand 1506, bei dem mehr als 300 Häuser völlig zerstört wurden, lähmte allerdings das religiöse und wirtschaftliche Leben in der Stadt nachhaltig, das unter Hermann von Hessen aufgeblüht war.
Für den nicht mehr bestehenden Kreuzgang am Wormser Dom stiftete der Erzbischof einen großen Gewölbeschlussstein mit seinem Wappen; er befindet sich heute in der Abtei Neuburg, Heidelberg.
Außerdem stiftete er das einzige (von ursprünglich 7) noch erhaltene Chorfenster in der Wallfahrtskirche Zur Schmerzhaften Mutter Gottes in Hennef-Bödingen und ist darauf als Stifter zu sehen.

### Tod
Als Hermann von Hessen am 19. Oktober 1508 in Poppelsdorf starb, hielten die Franziskaner von Brühl die Totenwache. Wie er es gewünscht hatte, fand er seine letzte Ruhe im Kölner Dom in einem schlichten Grab, ein Flachgrab anstelle eines Hochgrabs. Sein Herz wurde in der Brühler Schlosskirche St. Maria von den Engeln vor dem Hochaltar beigesetzt.

## Bewertung
Aus dem lebenslustigen und ehrgeizigen jungen Mann war ein friedfertiger Bischof geworden, der häufigen Umgang mit den Patres des von ihm gegründeten Franziskanerklosters in Brühl pflegte. Den Chronisten der damaligen Zeit fiel auf, dass der fromme Erzbischof für einen Kirchenfürsten seiner Zeit die Messe sehr oft selbst zu zelebrieren pflegte, und auch das Sakrament der Firmung spendete er persönlich.
Von den Zeitgenossen wurde Hermann von Hessen der Friedfertige (pacificus) genannt. Die Historikerin Maria Fuhs bezeichnet Hermann von Hessen als den „großen ,Arbeiter‘ auf dem Kölner Erzstuhl“.

## Erinnerung

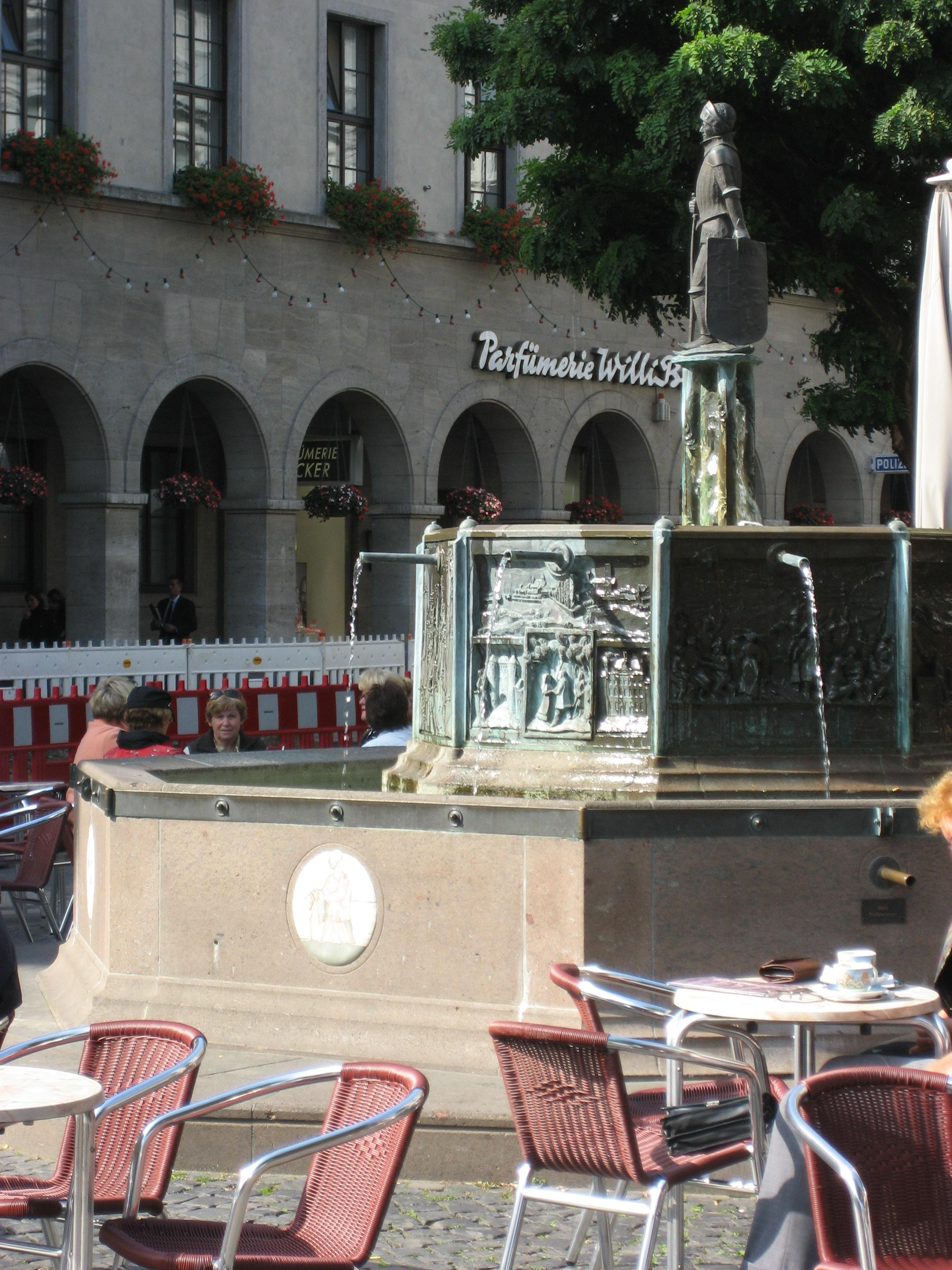
Der Brunnen auf dem Neusser Marktplatz mit der Hermann von Hessen-Statuette

1925 erinnerten die Neusser während der belgischen Besatzung mit einem Schauspiel an die Belagerung der Stadt durch Karl den Kühnen und ehrten so Hermann von Hessen als Retter der Stadt. Das Schauspiel hatte offen politische Implikationen.
An Hermann von Hessen wird heute in Neuss an mehreren Orten erinnert. Im alten Ratssaal des Neusser Rathauses befindet sich ein monumentales Gemälde, das die Belagerung der Stadt Neuss zeigt. Seit 1984 befindet sich auf dem Neusser Marktplatz ein mit Reliefplatten verkleideter Brunnen. Die Reliefplatten zeigen wichtige Phasen bzw. Ereignisse der Neusser Stadtgeschichte. Auf dem Brunnen steht eine Statue Hermanns von Hessen als Verteidiger der Stadt.
Seit 1989 gibt es den Hermann-von-Hessen Preis als höchste Auszeichnung der Heimatfreunde Neuss. Der Preis, der auf eine Initiative von Heinz Günther Hüsch zurückgeht, wird seit 1990 alljährlich an Frauen und Männer oder Vereinigungen vergeben, „die sich durch uneigennützige, verdienstvolle, langjährige und mit hohem persönlichen Einsatz ausgeübte Tätigkeit um Stadt und Landschaft Neuss verdient gemacht haben“. Die Auszeichnung besteht aus einer von Elmar Hillebrand geschaffenen Bronzestatuette Hermanns von Hessen und einer die Verleihung dokumentierenden Urkunde. Der Hermann-von-Hessen Preis wird im Rahmen einer Feierstunde im Clemens-Sels-Museum an den Preisträger überreicht. Zu den Preisträgern gehörten unter anderem Karl-Heinz Wollenhaupt (1994), Hermann-Josef Dusend (1996), das Erzbischöfliche Gymnasium Marienberg (2004) sowie Franz Josef Schmitt (2007) und Max Tauch (2008).

### Zeitungsartikel
- Simon Hopf: Kriegsheld und Kirchenfürst. Vor 500 Jahren starb Hermann von Hessen, der Verteidiger von Neuss (Serie: Heimatland). In: Neuß-Grevenbroicher Zeitung vom 25. Oktober 2008, S. E1.